# HD 172187
HD 172187，又名BD+43 3027，SAO 47644、HR 7003，是一颗恒星，视星等为6.2，位于銀經71.9，銀緯20.72，其B1900.0坐标为赤經18h 33m 41.8s，赤緯+43° 20.72′ 12″。